# Cantó de Cuc Tolzan
El cantó de Cuc Tolzan és un cantó francès del departament del Tarn, situat al districte de Castres. Té 11 municipis i el cap cantonal és Cuc Tolzan.

## Municipis
- Aguts
- Algans e Lastens
- Cambon de la Vaur
- Cuc Tolzan
- La Crosilha
- Maurens e Escotpònt
- Montjuèi
- Mosens
- Puèjaudièr
- Puèjorsin
- Ròcavidal

## Història
| Data d'elecció                           | Identitat     | Partit                     | Qualitat |
| ---------------------------------------- | ------------- | -------------------------- | -------- |
| 1961-1998                                | Louis Brives  | MRG                        |          |
| 1998-                                    | Bernard Viala | UDF, després Divers droite |          |
| les dades anteriors no són pas conegudes |               |                            |          |
|                                          |               |                            |          |

## Demografia
| 1962  | 1968  | 1975  | 1982  | 1990  | 1999  | 2007  |
| ----- | ----- | ----- | ----- | ----- | ----- | ----- |
| 1.836 | 2.215 | 1.919 | 1.931 | 2.007 | 2.148 | 2.395 |